# Хороший, Барт і Локі
«Сімпсони: Хороший, Барт і Локі» (англ. The Simpsons: The Good, the Bart, and the Loki) або просто «Хороший, Барт і Локі» (англ. The Good, the Bart, and the Loki — короткометражний анімаційний фільм на основі мультсеріалу «Сімпсони». Виробництво Gracie Films і 20th Television Animation для стримінґової платформи «Disney+». Це четверта короткометражка «Сімпсонів» і другий рекламний фільм після «The Force Awakens from Its Nap» (укр. «Пробудження сили від дрімоти»), пов'язаний з «Disney+».
Короткометражка має відношення до кіновсесвіту Marvel, до серіалу «Локі» з Томом Гіддлстон в головній ролі однойменного персонажа. Прем'єра короткометражки відбулася 7 липня 2021 року на Disney+ разом з п'ятим епізодом серіалу «Локі».

## Сюжет

### Акт 1
Одін виганяє Локі з Асґарда у Спрінґфілд. Там бог обману зустрічає Барта Сімпсона, який прихистив його до своєї сім'ї. За вечерею Локі чаклує, перетворюючи один стейк у два. Гомер Сімпсон вражений цим, а його дочка Ліса — ні. За це Локі переміщує її в Асґард, де вона піднімає мйольнір і стає Тором. Вона повертається на Землю і приводить до дому Месників. Ліса-Тор потужним кидком відправляє Локі в космос. Однак, виявляється, що це був не він… Справжній Локі прикинувся Бартом.

### Акт 2
У таверні Мо Локі пригощає всіх пивом і говорить про шкоду пластикових пляшок. Однак, Барні на це не звертає увагу.

### Акт 3
Ральф-Галк б'є Локі в башті Месників, повторючи сцену з фільму «Месники» 2012 року.

### Акт 4
З деякими змінами повторюється сцена з першого епізоду серіалу «Локі»: Равон Ренслейєр звинувачує Локі у злочинах проти священного часоплину, а також в тому, що він незаконно вдерся в заборонену зону «Disney+»; зайняв два паркувальних місця Гуфі; популярніший, ніж всі герої, бо говорить з британським акцентом, хоча повинен був би з норвезьким; завди обіцяє добре себе вести, але завжди порушує цю обіцянку; змушує дивитися купу сцен після титрів сподіваючись на продовження сюжету. Зрештою вона також просить Локі помити його мерзенне волосся і оголошує його винним.

## Актори та персонажі
- Ден Кастелланета — Гомер Сімпсон, Барні Гамбл
- Ненсі Картрайт — Барт Сімпсон, Ральф Віггам
- Ярдлі Сміт — Ліса Сімпсон
- Том Гіддлстон — Локі, прийомний брат Тора. Бог обману, заснований на однойменному мітологічному персонажі
- Моріс Ламарш — Одін, прийомний батько Локі
- Донн Льюїс — Равон Ренслеєр, суддя з Управління тимчасовими змінами

## Виробництво

### Розробка
Після того, як «Сімпсони» з'явилися на «Disney+», співавтор і виконавчий продюсер Джеймс Брукс запропонував створити низку короткометражних мультфільмів, в яких Сімпсони «вторгнуться і в іншу частину „Disney+“», щоб привернути увагу глядачів, які, можливо, не знайомі з мультсеріалом. Режисером став Девід Сільверман.
У квітні 2021 року, коли закінчилася робота над першим короткометражним фільмом «The Force Awakens from Its Nap», виконавчий продюсер Ел Джін повважав, що майбутній на той момент серіал від Marvel Studios «Локі» буде хорошим кандидатом для наступного короткометражного кросовера. Джін також сподівався, що Том Гіддлстон знову зіграє свою роль Локі.

### Сценарій
Джін заявив, що у процесі написання сюжету «найцікавішим» був вибір, які жителі Спрінґфілда стануть членами Месників. Було вирішено зробити Лісу Сімпсон Тором, як відсилання на Джейн Фостер (Наталі Портман), яка стане Могутнім Тором у майбутньому фільмі «Тор: Кохання та грім». Джін зазначив паралель між Тором з Локі і Лісою з Бартом. Творча група хотіла зробити камео Стена Лі, але співробітники Marvel Studios відрадили їх, заявивши, що більше не знімають Лі в камео після його смерті. Команда також хотіла включити «сміховинна кількість сцен після титрів в чотирихвилинного короткометражку».
Сцена після титрів була заснована тільки на першому епізоді серіалу «Локі», і у команди «Сімпсонів» був лише тиждень, щоб завершити її і додати в короткометражку.

### Музика
Marvel Studios надала музику з фільму «Месники» 2012 року для короткометражки.

## Культурні відсилання
- Назва короткометражки є відсиланням до фільму Серджо Леоне «Хороший, поганий, злий» (англ. The Good, the Bad and the Ugly) 1966 року[5].
- Рекламний постер мультфільму був натхненний постером фільму «Месники: Завершення» 2019 року[7].
- Мешканці Спрінґфілда зображені в образах супергероїв[8]:
  - Ліса — Тор;
  - Барні — Залізна людина;
  - Мардж — Ґамора;
  - Гомер — Дрекс;
  - Ральф — Галк;
  - Меґґі — фея Дінь-Дінь, єдиний персонаж «Disney», не пов'язаний з «Marvel»;
  - Будиночок на дереві Барта постає в образі Ґрута;
  - Маленький Помічник Санти — Ракета;
  - Сельма — Аґата Гаркнесс;
  - Патті — Пурпурова відьма;
  - Кірк і Луанн — це відповідно Ванда і Віжен
  - Мо — Віжен;
  - Герман — Капітан Америка;
  - Гелен Лавджой — Капітан Марвел (Marvel Comics);
  - Мінді Сіммонс — Вірджинія Паттс;
  - Доктор Нік — Доктор Стрендж;
  - Доктор Гібберт — Сокіл;
  - Продавець коміксів — Ртуть і Танос;
  - Нед Фландерс — Людина-мураха;
  - Ганс Молеман (англ. Hans Moleman) — Людина-кріт (англ. Mole Man);
  - Міс Гувер — Вона-Галк;
  - Райнер Вульфкасл — Скот Ленґ;
  - Карл — Нік Ф'юрі;
  - Агнес Скіннер — Чорна вдова;
  - Мілгаус — Соколине око.

## Відгуки
Джон Шварц з сайту «Bubbleblabber» оцінив короткометражку на 8/10, похваливши роботу сценаристів і Тома Гіддлстона.
Майк Селестіно з «Laughing Place» написав у своїй рецензії, що мультфільм «вартий декількох хвилин, щоб подивитися його».
Водночас, Макс Маррінер із сайту «Gamerant» оцінив короткометражку на 2 /5, сказавши, назвавши її «свого роду комерціалізованим гомункулом, що втілює жахливу міць „The Walt Disney Company“».